# Bony de Boteró
El Bony de Boteró és una muntanya de 2.250 metres que es troba al municipi d'Espot, a la comarca del Pallars Sobirà.